# مدیریت تعهد بالا
مدیریت تعهد بالا (انگلیسی: High commitment management) گونه‌ای از مدیریت منابع انسانی است، که بر ایجاد تعهد و توانمندسازی کارکنان تأکید می‌کند، به شکلی که کارکنان شاغل در یک شرکت، به صورت کاملأ مستقل، رفتار خود را در راستای تعالی و پیشرفت سازمان، تعدیل می‌کنند و کسی رفتار آن‌ها را کنترل و از طریق تهدید و فشار، تغییر نمی‌دهد. در سیستم‌های بر پایه مدیریت تعهد بالا، روابط داخل سازمان، بر سطح بالایی از اعتماد، استوار است.